# Kahiwi Maihao Ridge
Kahiwi Maihao Ridge är en bergstopp i Antarktis. Den ligger i Östantarktis. Nya Zeeland gör anspråk på området. Toppen på Kahiwi Maihao Ridge är 759 meter över havet.
Terrängen runt Kahiwi Maihao Ridge är kuperad åt sydväst, men åt nordost är den bergig. Trakten är obefolkad. Det finns inga samhällen i närheten. 